# Culturism

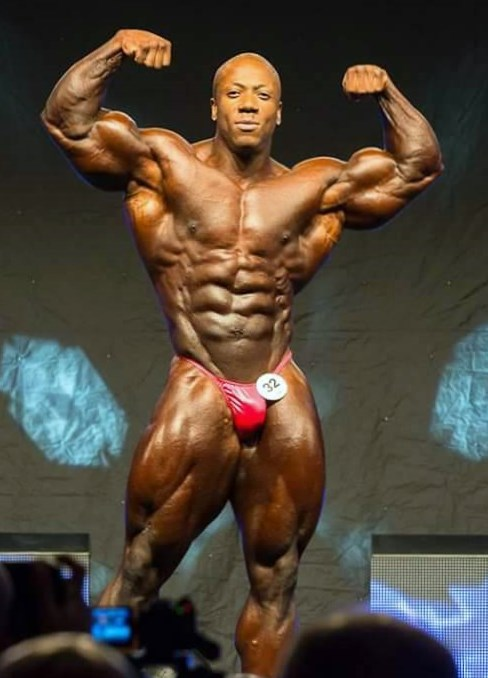
Shawn Rhoden

Culturismul (în engleză body building „construirea corpului”) este sportul dedicat dezvoltării musculaturii printr-o combinație de antrenamente cu greutăți, mărirea numărului de calorii consumate și odihnă. 
Culturiștii de performanță își etalează fizicul în fața unei comisii de arbitri, care acordă voturi bazate pe mai multe criterii (masă musculară, înălțime, definire, separare, simetrie, proporționalitate etc).
Cel mai celebru culturist al tuturor timpurilor este Arnold Schwarzenegger, care, înainte de a deveni cel mai bine plătit actor din lume și guvernatorul statului California, a fost multiplu campion mondial la amatori și profesioniști, precum și deținătorul a șapte titluri Mr. Olympia, în cea mai importantă competiție a culturismului profesionist.

## Istoric

### Începuturile
Începuturile culturismului au avut loc între anii 1880 și 1930.
Culturismul nu a existat până spre sfârșitul secolului al XIX-lea, când a început să fie popularizat de Eugen Sandow, cuoscut ca "părintele culturismului". Sandow este creditat ca pionier al acestui sport datorită faptului că și-a etalat fizicul în diverse "demonstrații de forță". El a devenit atât de popular prin aceste demonstrații, încât a reușit să-și înceapă mai multe afaceri și a fost între primii întreprinzători care au vândut produse cu numele propriu (gantere, extensoare etc).
Sandow a organizat 14 septembrie 1901, la Royal Albert Hall din Londra, primul concurs de culturism din lume. Concursul s-a bucurat de un succes atât de mare, încât toate locurile au fost vândute și sute de entuziaști au rămas fără bilete, nereușind să intre în sală. Concursul a fost arbitrat de Arthur Conan Doyle, Charles Lawes și Sandow însuși, câștigător fiind declarat William R Murray din Nottingham, Anglia. Trofeul prezentat acestuia a fost o statuie de bronz reprezentând-ul pe Sandow, sculptată de Frederick Pomeroy. Același trofeu este prezentat astăzi câștigătorilor titlului Mr. Olympia, titlul suprem în culturism.
La 16 ianuarie 1904 a avut loc primul mare concurs de culturism din America, în sala Madison Square Garden din New York. Câștigător a fost Al Treloar, declarat "cel mai perfect dezvoltat om din lume". El a fost premiat cu 1000 dolari, atunci o sumă impresionantă. La două săptămâni dupa concurs, Thomas Edison a filmat programul de pozare al lui Al Treloar. Edison îl filmase și pe Eugen Sandow cu câțiva ani mai devreme.
La începutul secolului XX, Charles Atlas și Bernard Macfadden au fost foarte populari și au continuat să promoveze culturismul în lume. Alți culturiști faimoși din acele timpuri au fost: Louis Cyr, Siegmund Breitbart, Georg Hackenschmidt, Sig Klein, Alois P. Swoboda, Gustav Fristensky și Alan C. Mead, care a devenit un culturist de renume în ciuda faptului că a pierdut un picior în primul război mondial.

### „Anii de aur”
Perioada dintre anii 1940 și 1970 este adesea numită "Anii de aur" în culturism datorită schimbărilor în idealul fizic în comparație de anii de pionierat - masa musculară mai proeminentă, ca de altfel și simetria și definirea musculară. Schimbarea a fost influențată și de tulburările de dinaintea celui de-al doilea război mondial, care au inspirat un număr mai mare de tineri să devină mai masivi, mai puternici și mai agresivi ca atitudine. Aceasta a dus la tehnici de antrenament mai bune, noțiuni îmbunătățite de regim alimentar și echipament mai efectiv. Au apărut mai multe publicații și concursuri, iar popularitatea culturismului a luat amploare.
Anii de aur ai culturismului au fost exemplificați de plaja Muscle Beach ("Plaja mușchilor") din orașul Santa Monica, California. Între numele celebre din această perioada sunt: Steve Reeves (devenit ulterior actor, având rolul Hercules în mail multe filme), Reg Park (idolul lui Arnold Schwarzenegger), John Grimek, Larry Scott și Bill Pearl.
Datorită creșterii popularității culturismului, Uniunea Atletică a Amatorilor (Amateur Athletic Union, AAU) a adăugat un concurs de culturism la competiția sa de haltere în 1939 - iar din anul următor concursul s-a chemat AAU Mr. America. Pe la jumătatea anilor 1940, majoritatea culturiștilor erau nemulțumiți de activitatea AAU deoarece nu permiteau decât amatori în competiții și interesul organizației era axat mai ales pe haltere, care sunt sport olimpic. Din această cauză frații Ben și Joe Weider au înființat Federația Internațională a Culturiștilor (IFBB) în 1946, sub egida căreia au organizat concursul IFBB Mr. America pentru culturiștii profesioniști.
În 1950 o altă organizație, Asociația Națională a Culturiștilor Amatori (NABBA) a început să organizeze concursul NABBA “Mr. Univers” în Marea Britanie. Alt concurs important, Mr. Olympia, sub egida IFBB, a avut loc pentru prima oară în 1965 și este în prezent cel mai prestigios titlu în culturism.
Inițial concursurile erau doar pentru bărbați, dar NABBA a adăugat în 1965 ediția feminină “Miss Univers”, iar IFBB-ul a început “Ms. Olympia” în 1980.

### Perioada contemporană
În anii '70, culturismul s-a bucurat de o popularitate explozivă datorită lui Arnold Schwarzenegger și filmului "Pumping Iron" (Pompând fierul). Federația Internațională a Culturiștilor (IFBB) a ajuns să domine sportul, iar rolul organizațiilor AAU și NABBA s-a diminuat.
Tot în această perioadă a crescut abuzul de steroizi anabolizanți atât în culturism, cât și în multe alte sporturi. Din acest motiv, precum și din dorința de a obține recunoaștere olimpică, IFBB-ul a introdus teste antidoping stricte pentru steroizi și alte substanțe interzise.
IFBB a depus eforturi mari pentru a face culturismul sport olimpic. În anul 2000 Comitetul Internațional Olimpic a admis ca membru IFBB-ul, dar progresul s-a oprit aici. Recunoașterea culturismului ca sport olimpic rămâne controversată deoarece argumentul principal al oponenților este ideea că niciun efort atletic nu este depus în timpul competițiilor. De asemenea, există percepția (si aici nu incape indoiala mai ales cand este vorba de culturismul profesionist) că nu se poate ajunge la performanță fără ajutorul steroizilor, care sunt interziși la Olimpiade. Proponenții susțin că programul de pozare necesită un efort considerabil, pe lângă pregătirea intensă pentru concurs, deci culturismul trebuie considerat sport olimpic.
În anul 2003, Joe Weider a vândut “Weider Publications” - care include prestigioasele reviste Flex și Muscle & Fitness - grupului AMI (American Media Inc). Ben Weider a fost președintele IFBB din 1946 până în octombrie 2006, când și-a anunțat retragerea. Noul președinte este fostul secretar al IFBB, Rafael Santonja.
Astăzi crește interesul față de culturismul natural. La concursurile de culturism natural, participanții sunt testați regulat pentru substanțe interzise (steroizi, diuretice etc) și sunt suspendați sau chiar excluși din competiții pentru rezultate pozitive.